# 阇阇干
阇阇干 (?—1237年)，又作扯扯干、扯扯亦坚、阔阔干，孛儿只斤氏，蒙古帝国公主。她是成吉思汗与孛儿帖之女，被封为「延安公主」。
1207年，成吉思汗派他的兒子朮赤制服北部部落，斡亦剌部是第一個向成吉思汗結盟的人。成吉思汗將阇阇干嫁给斡亦剌部首领忽都合别乞之子脱劣勒赤为妻，有不花帖木儿、八立托、巴儿思不花三子。女儿仅知有兀鲁忽乃。另有说法认为她是嫁给忽都合别乞另一子亦纳勒赤。
在阇阇干結婚之後，成吉思汗賦予她管理和控制斡亦剌部；而阇阇干的丈夫則在成吉思汗的領導下成為一名戰士，阇阇干對斡亦剌部的管理讓蒙古人控制了北方的貿易路線。由於她的姐妹們共同管理絲綢之路的重要部分，因此各自的土地之間的商業相互依賴性增加。但另一方面，這亦埋下了日後窩闊台對斡亦剌部的仇恨。
2018年，一套以闍闍干為主題的同名電影在蒙古國上映。